# جون إف. سميث جونيور
جون إف. سميث جونيور (بالإنجليزية: John F. Smith, Jr.)‏ هو شخصية أعمال أمريكي، ولد في 6 أبريل 1938.

## وصلات خارجية
- جون إف. سميث جونيور على موقع مونزينجر (الألمانية)
- جون إف. سميث جونيور على موقع إن إن دي بي (الإنجليزية)